# Реформация
Реформа́ция (от лат. reformātio — «исправление; превращение, преобразование; реформирование») — широкое религиозное и общественно-политическое движение в Западной и Центральной Европе XVI — начала XVII веков, направленное на начальном этапе на реформирование Католической церкви, а на заключительном — на отделение от неё и образование новой христианской конфессии — протестантизма.
Её началом принято считать 31 октября 1517 года, в этот день Мартин Лютер прибил к дверям виттенбергской Замковой церкви свои «95 тезисов», в которых он выступал против существующих злоупотреблений Католической церкви, в частности против продажи индульгенций. Концом Реформации историки считают подписание Вестфальского мира в 1648 году, по итогам которого провозглашался принцип веротерпимости, вследствие чего религиозный фактор перестал играть существенную роль в европейской политике.
Протестантизм получил распространение во всей Европе в вероучениях последователей Лютера (лютеранство), Кальвина (кальвинизм), «цвиккауских пророков» (анабаптизм), Цвингли (цвинглианство), а также возникшего особым путём англиканства. Позднее также появилось множество иных направлений в протестантизме (пятидесятничество, пресвитерианство, методизм, баптизм, реставрационизм и многие другие).
Комплекс мер, принятых Католической церковью и иезуитами для борьбы с Реформацией, получили название Контрреформации.
В 2010 году в мире насчитывалось более 800 млн протестантов. В некоторых странах протестантские церкви имеют статус «государственных» или «официальных».

## Причины Реформации
На протяжении всего Средневековья церковь играла значительную роль в жизни общества, идеально вписываясь в господствующий на Западе феодальный строй. Церковная иерархия была полным отражением иерархии светской: подобно тому, как в светском феодальном обществе выстроились разные категории сеньоров и вассалов — от короля (верховного сеньора) до рыцаря, так и члены клира градуировались по феодальным степеням от папы (верховного первосвященника) до приходского кюре. Являясь крупным феодалом, церковь в разных государствах Западной Европы владела до ⅓ количества всей обрабатываемой земли, на которой использовала труд крепостных, применяя те же методы и приёмы, что и светские феодалы.
Феодальная католическая церковь, бывшая идейной санкцией средневекового общества, могла существовать и процветать до тех пор, пока господствовала её материальная основа — феодальный строй. Но уже в XIV—XV веках сначала в Средней Италии и Фландрии, а с конца XV века и повсюду в Европе началось формирование нового социального класса, постепенно захватывавшего в свои руки экономику, а затем устремившегося и к политической гегемонии, — класса буржуазии. Новому классу, претендующему на господство, нужна была и новая идеология. Собственно, она не была такой уж и новой: буржуазия не собиралась отказываться от христианства, но ей было нужно вовсе не то христианство, которое обслуживало старый мир; новая религия должна была отличаться от католицизма в первую очередь простотой и дешевизной: меркантильной буржуазии деньги были нужны не для того, чтобы строить величавые соборы и проводить пышные церковные службы, а для того, чтобы, вкладывая их в производство, создавать и приумножать свои разрастающиеся предприятия. И в соответствии с этим становилась не только ненужной, но и просто вредной вся дорогостоящая организация церкви с её папой, кардиналами, епископами, монастырями и церковным землевладением. В тех государствах, где сложилась сильная королевская власть, идущая навстречу национальной буржуазии (например, в Англии или Франции), католическая церковь особыми декретами была ограничена в своих претензиях и этим на время спасена от гибели. В Германии, к примеру, где центральная власть была слабой и папская курия получила возможность хозяйничать, как в своей вотчине, католическая церковь с её бесконечными поборами и вымогательствами вызывала всеобщую ненависть, а непристойное поведение первосвященников многократно эту ненависть усиливало.

## Предтечи Реформации

Джон Виклиф

Экономическое давление, умноженное на ущемление национальных интересов, вызвало ещё в XIV веке протест против авиньонских пап в Англии. Выразителем недовольства масс тогда стал Джон Виклиф, профессор Оксфордского университета, провозгласивший необходимость уничтожения всей папской системы и секуляризации монастырско-церковной земли. Виклиф с отвращением относился к «пленению» и расколу и после 1379 года начал выступать против догматизма римской церкви с революционными идеями. В 1379 году он посягнул на авторитет папы римского, выразив в своих сочинениях идею о том, что Христос, а не папа римский, является главой церкви. Он утверждал, что Библия, а не церковь, является единственным авторитетом верующего и что церковь должна строиться по образу Нового Завета. Чтобы подкрепить свои взгляды, Виклиф сделал Библию доступной людям на их родном языке. К 1382 году был закончен первый полный перевод Нового Завета на английский язык. Николай Герфордский закончил перевод большей части Ветхого Завета на английский язык в 1384 году. Таким образом, впервые англичане имели полный текст Библии на своём родном языке. Виклиф пошёл ещё дальше и в 1382 году выступил против догмата о пресуществлении, хотя римская церковь полагала, что сущность элементов изменяется при неизменной внешней форме. Виклиф утверждал, что вещество элементов остаётся неизменным, что Христос является духовно присутствующим во время этого таинства и ощущается верой. Принять взгляд Виклифа значило признать, что священник не в состоянии влиять на спасение человека путём запрета ему принимать тело и кровь Христа при евхаристии. И хотя взгляды Виклифа были осуждены в Лондоне и в Риме, его учение о равенстве в церкви было применено к экономической жизни крестьянами и способствовало крестьянскому восстанию 1381 года. Студенты из Чехии, обучавшиеся в Англии, принесли его учение к себе на родину, где оно стало почвой для идей Яна Гуса.
Чехия в это время переживала засилье немецкого духовенства, стремившегося приобрести участки на Куттенберских рудниках. Ян Гус, пастор Вифлеемской часовни, обучавшийся в Пражском университете и примерно в 1409 году ставший его ректором, читал сочинения Виклифа и усвоил его идеи. Проповеди Гуса пришлись на время подъёма чешского национального сознания, выступившего против власти Священной Римской империи в Чехии. Гус предлагал реформу церкви в Чехии, сходную с той, которую провозглашал Виклиф. Стремясь пресечь народное недовольство, император Сигизмунд I и папа римский Мартин V инициировали церковный собор в Констанце, на котором Ян Гус и его сподвижник Иероним Пражский были провозглашены еретиками и сожжены на костре. Еретиком провозглашался и Джон Виклиф.

## Лютеранская Реформация

### Реформация в Германии

#### Начало Реформации в Германии

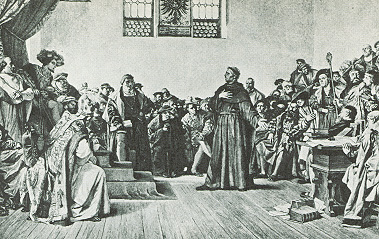
Лютер на Вормсском рейхстаге

В Германии, которая к началу XVI века всё ещё оставалась политически раздроблённым государством, недовольство церковью разделяли практически все сословия: крестьян разоряла церковная десятина и посмертные поборы, продукция ремесленников не могла конкурировать с продукцией монастырей, которая не облагалась налогом, церковь расширяла свои земельные владения в городах, угрожая превратить горожан в пожизненных должников. Всё это, а также огромные суммы денег, которые Ватикан вывозил из Германии, и моральное разложение духовенства, послужило поводом к выступлению Мартина Лютера, доктора богословия Виттенбергского университета, который сформулировал свои «95 тезисов» и 31 октября 1517 год отправил их письмом к архиепископу Майнцскому (по легенде: прибил к дверям виттенбергской Замковой церкви). В них доктор богословия выступал против продажи индульгенций и власти Папы над отпущением грехов. В проповедуемом им учении он провозглашал, что церковь и духовенство не являются посредником между человеком и Богом. Он объявил ложными претензии папской церкви на то, что она может давать людям посредством таинств «отпущение грехов» и «спасение души» в силу особых полномочий от Бога, которыми она якобы наделена. Основное положение, выдвинутое Лютером, гласило, что человек достигает «спасения души» (или «оправдания») не через церковь и её обряды, а при помощи веры, даруемой ему непосредственно Богом.
Также Лютер опроверг авторитет Священного Предания, то есть постановлений церкви и папские декреты, отводя роль единственного источника религиозной истины Священному Писанию.
Папство первоначально не выказало особой озабоченности его выступлением. Столкновения между различными монашескими орденами были не редкостью, так что и в этот раз произошедшее показалось папе «монашеской сварой». Однако Лютер, заручившись поддержкой Фридриха, курфюрста Саксонского, не уступал присылаемым папским эмиссарам, в то же время обязуясь не распространять свои идеи при условии, что  молчание будут хранить и его противники. Однако события на Лейпцигском диспуте заставили его прервать молчание. Выразив поддержку Яну Гусу и недоверие церковному собору, осудившему его, Лютер обрёк себя на проклятие и разрыв отношений с церковью. Следующим шагом было то, на что до этого практически никто не решался: 10 декабря 1520 года при огромном скоплении народа Лютер сжёг папскую буллу, где осуждались его взгляды. Здесь в дело вмешалась светская власть. Вновь избранный император Священной Римской империи Карл V вызвал Лютера на имперский сейм в Вормсе с целью убедить его отказаться от своих взглядов — подобно тому, как сто лет назад подобную попытку предпринял Император Сигизмунд в отношении Гуса. Лютеру дали два дня, чтобы дать ответ на вопрос о том, готов ли он отречься. В конце второго дня Лютер, стоя перед императором, окружённым верховными светскими и духовными правителями Германии, ответил: «На том стою. Не могу иначе. Да поможет мне Бог». Пути назад больше не было. Согласно Вормсскому эдикту Лютер был поставлен вне закона на территории Священной Римской империи.

#### Второй этап Реформации
После Вормсского эдикта начались репрессии против сторонников Лютера. Так, папский легат Джироламо Алеандер, который и способствовал принятию императором этого решения, после сейма направился в Нидерланды, где по его подстрекательству были сожжены два монаха, которые стали первыми мучениками Реформации.
Фридрих Мудрый решил не оставлять своего профессора без защиты. Для этого Лютер по пути из Вормса был похищен группой людей курфюрста, причём сам Фридрих не знал, где находится Лютер, дабы не лгать, если император Карл V его спросит об этом. Лютер был помещён в отдалённый замок Вартбург, где о его нахождении знал только секретарь курфюрста Георг Спалатин. В Вартбурге Лютер занялся переводом сначала Нового Завета, а затем и всей Библии на немецкий язык.
Вместе с этим в Германии выступление Лютера на Вормсском рейхстаге стало известно широким народным массам, которые исходя из своих сословных интересов по-разному трактовали учение Лютера.
В отсутствие Мартина в Виттенберге развернулось бюргерское движение, во главе которого стали Андреас Карлштадт и Габриэль Цвиллинг. Участники этого движения требовали немедленных радикальных преобразований, в частности осуждали католические мессы, одобряли ликвидацию монашеских обетов и выход монахов из монастырей, часто при этом выражая своё недовольство в форме погромов католических храмов. В противовес «телесному мятежу» Цвиллинга и Карлштадта Лютер предложил идею «духовного мятежа» (мирного пути Реформации), которая не получила широкой поддержки среди населения.
На протяжении этого времени у Лютера были веские основания надеяться на воплощение своей идеи «духовного мятежа»: имперское правление вопреки папской булле 1520 года и Вормсскому эдикту 1521 года не запрещало реформаторские «новшества» окончательно и бесповоротно, перенося окончательное решение на будущий рейхстаг или церковный собор. Созываемые рейхстаги откладывали рассмотрение дела к созыву церковного собора, лишь запрещая Лютеру печатать новые книги.
Однако вслед за движением радикальной бюргерской группировки, сопровождающейся стихийными выступлениями народных масс, в стране произошло выступление имперского рыцарства. В 1523 году часть рыцарей во главе с Ульрихом фон Гуттеном и Францем фон Зиккингеном, недовольных своим положением в империи, подняло восстание, провозгласив себя продолжателями дела Реформации. Задачи поднятого Реформацией движения Гуттен видел в том, чтобы подготовить весь немецкий народ к такой войне, которая приведёт к возвышению рыцарства и превращению его в господствующую политическую силу в освобождённой от римского засилья империи. Очень быстро рыцарское восстание было подавлено, но оно показало, что стремления Лютера прийти к Реформации мирным путём уже не осуществятся. Доказательством этого стала разгоревшаяся вскоре Крестьянская война во главе с Томасом Мюнцером.

#### Крестьянская война Томаса Мюнцера
Крестьянская война стала следствием толкования крестьянскими массами идей Реформации как призыва к социальным преобразованиям. Во многом этим настроениям способствовало учение Томаса Мюнцера, который в своих проповедях призывал к мятежу, социально-политическому перевороту. Однако неспособность крестьянских масс и бюргерства сплотиться в совместной борьбе привела к поражению в войне.
Сразу по окончании Крестьянской войны 1524—1526 года на рейхстаге в Шпейере действие Вормсского эдикта по требованию германских князей было приостановлено. Через три года Второй Шпейерский рейхстаг подтвердил Вормсский эдикт, что вызвало протест пяти германских князей и четырнадцати имперских городов. По названию документа, составленного протестующими, — Шпейерской протестации — сторонники Реформации стали именоваться протестантами.
В 1527 году Лютер посетил приходы, которые теперь считались евангелическими. Результат был удручающим: реформатора поразило глубокое невежество не только прихожан, но и руководителей приходов. В результате Лютер написал две книги — Малый Катехизис, предназначенный для мирян, и Большой Катехизис Мартина Лютера, предназначенный для пасторов. В них Лютер дал своё толкование Десяти заповедям, молитве Отче наш, Символу веры, изложил, в чём смысл и как происходят таинства крещения и причастия.
В 1529 году Филипп Гессенский попытался объединить усилия сторонников Лютера и Цвингли в ходе совместного диспута. Однако в итоге участники Марбургского диспута не смогли договориться по одному пункту из шестнадцати. Этот пункт касался реального присутствия Плоти и Крови Христа в евхаристии. В результате Лютер отказался признать в Цвингли единоверца.

#### Аугсбургский рейхстаги продолжение Реформации

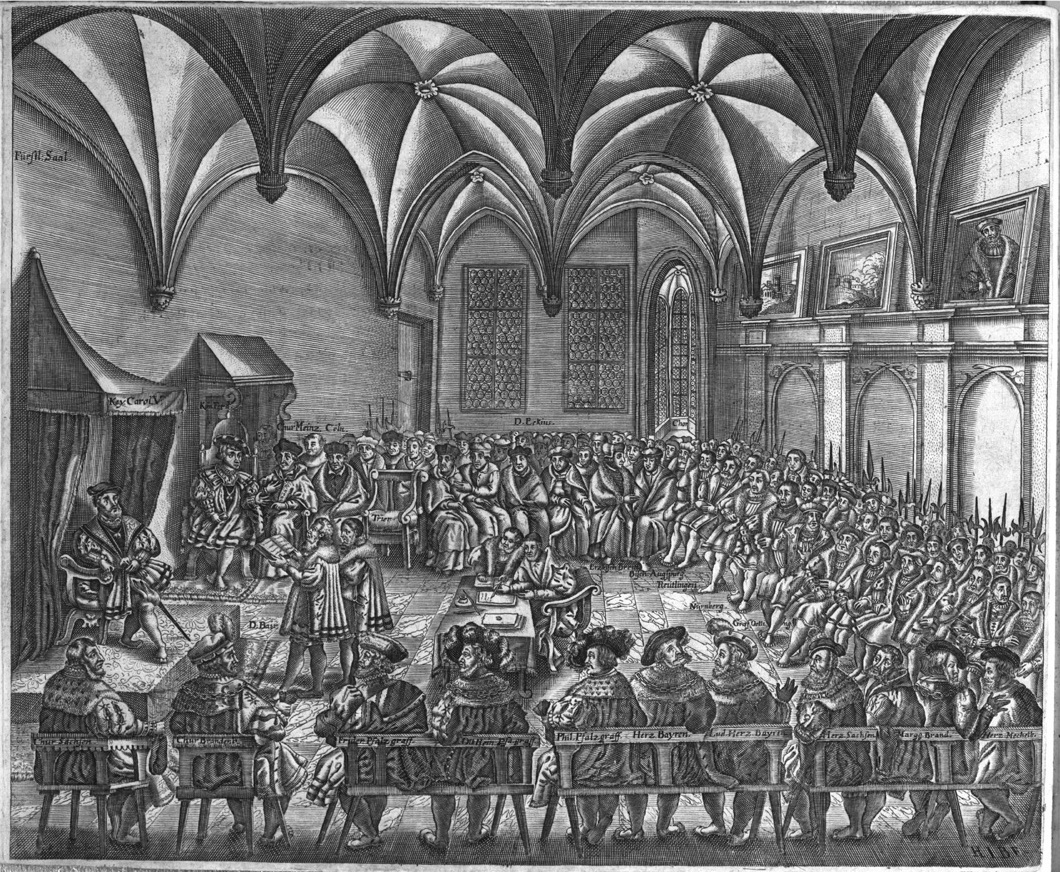
Аугсбургский рейхстаг

На следующем рейхстаге в Аугсбурге противодействующие стороны сделали попытку договориться. Лютеру было запрещено участвовать в имперском собрании, в результате он направил делегатом на сейм своего друга и единомышленника Филиппа Меланхтона, который представил там документ, впоследствии названный Аугсбургским исповеданием. Сторонники католицизма выдвинули свои аргументы против текста, которые были озвучены, однако письменный текст сторонникам Реформации не был предоставлен. Но последние успели записать аргументы оппонентов на слух. В качестве ответа Меланхтоном под руководством Лютера был написан более объёмный текст — Апология Аугсбургского исповедания. Это были первые документы, в которых было более-менее последовательно изложено догматическое учение нового религиозного движения.
В ходе рейхстага вероисповедальные тексты были составлены и сторонниками Цвингли, получившие название Тетраполитанское исповедание.
После Аугсбургского рейхстага протестантскими князьями начал формироваться оборонительный Шмалькальденский союз, вдохновителем создания которого явился Филипп, ландграф Гессенский.

#### Реформация в Германии после смерти Лютера

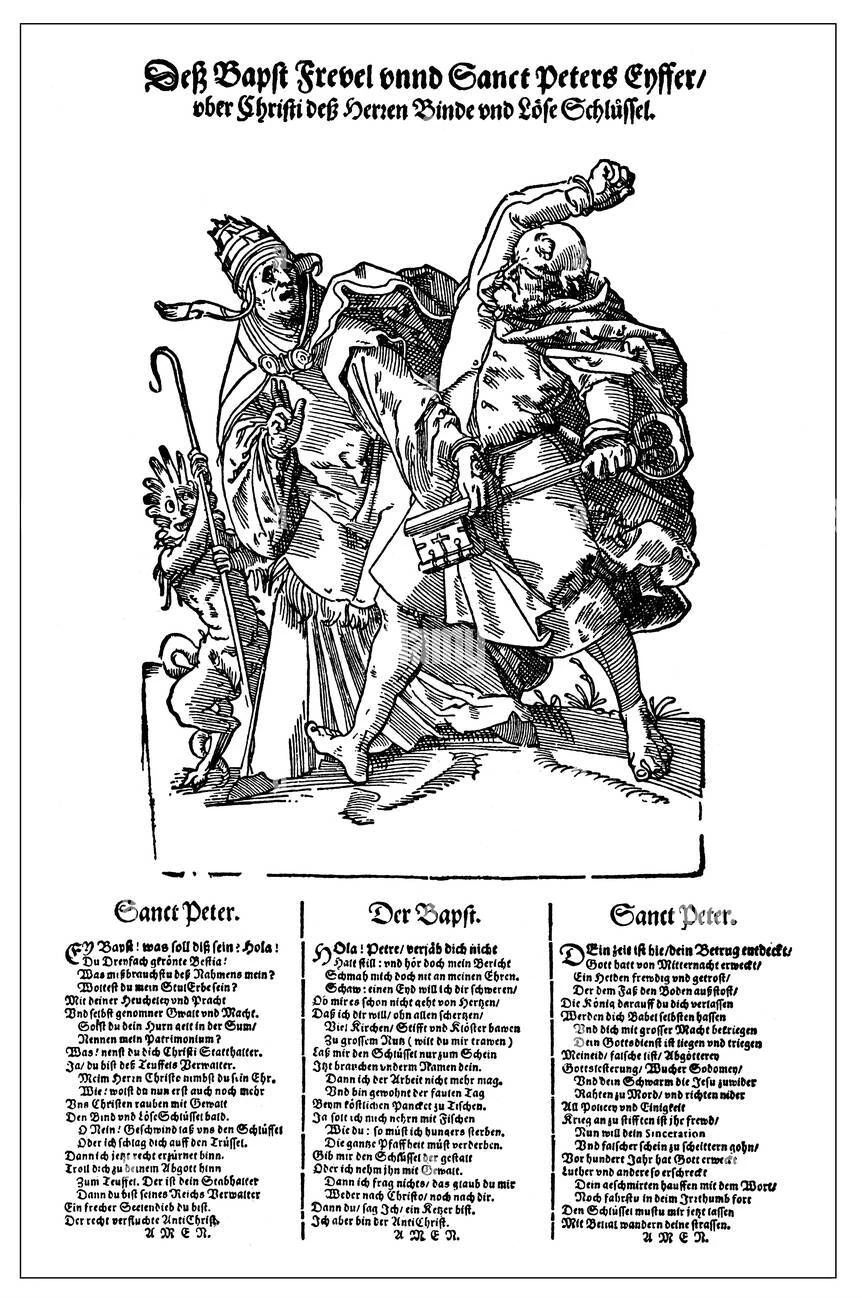
Иобин, Бернард. Народ вырывает ключи Петра у недостойного, карикатура на папу римского

После смерти Лютера протестантов Германии ждало суровое испытание. Одержав победы над турками и французами, император Карл V решил заняться и внутренними делами. Заключив союз с папой и Вильгельмом Баварским, он двинул свои войска на земли князей-участников Шмалькальденского союза. В результате последовавшей за этим Шмалькальденской войны войска протестантов были разгромлены, в 1547 году войсками императора был захвачен Виттенберг, который уже почти 30 лет являлся неофициальной столицей протестантского мира (могила Лютера по приказу императора не была подвергнута разграблению), а курфюрст Саксонский Иоганн-Фридрих и ландграф Филипп оказались в тюрьме. В итоге на рейхстаге в Аугсбурге 15 мая 1548 года был объявлен интерим — соглашение между католиками и протестантами, согласно которому протестанты были вынуждены пойти на значительные уступки. Однако воплотить план Карлу не удалось: протестантизм успел пустить на немецкой земле глубокие корни и давно уже был религией не только князей и купцов, но и крестьян и рудокопов, в результате чего проведение интерима встречало упорное сопротивление.
Тогда по инициативе Морица группой умеренных протестантских теологов во главе с Меланхтоном был выработан более приемлемый для лютеран текст интерима, однако и он вызвал негативную реакцию со стороны непримиримых сторонников Реформации, получивших название гнесиолютеран. Конфликт между ними и сторонниками Меланхтона продолжался почти 30 лет.
В 1552 году протестантский Шмалькальденский союз вместе с французским королём Генрихом II начал против императора вторую войну, закончившуюся их победой. После второй Шмалькальденской войны протестантские и католические князья заключили с императором Аугсбургский религиозный мир (1555 г.), который установил гарантии свободы вероисповедания для имперских сословий (курфюрстов, светских и духовных князей, свободных городов и имперских рыцарей). Но несмотря на требования лютеран Аугсбургский мир не предоставил права выбора религии подданным имперских князей и рыцарей. Подразумевалось, что каждый правитель сам определяет вероисповедание в своих владениях. Позднее это положение трансформировалось в принцип cujus regio, ejus religio. Уступкой католиков в отношении конфессии подданных стала фиксация в тексте соглашения права на эмиграцию для жителей княжеств, не пожелавших принять религию своего правителя, причём им гарантировалась неприкосновенность личности и имущества.

Немецкие богословы — авторы «Формулы Согласия»

Однако разрешение политических споров не положило конец спорам догматическим. После смерти Лютера его ближайший помощник Меланхтон не смог сохранить единство лютеран. Он постоянно пытался найти компромисс — то с католиками, то с реформатами, что вызывало неудовольствие гнесиолютеран. В результате лютеранские богословы почти на 30 лет оказались вовлечёнными в ожесточённые теологические споры. Не обошлось даже без казней несогласных, что, однако, вызвало всеобщее возмущение. Помимо прочего, подобные споры не способствовали сплочённости лютеран перед лицом внешнего противника, поэтому в дело вмешались правители немецких земель. В 1576 году по инициативе курфюрста Августа Саксонского в Торгау состоялось обсуждение предварительных материалов, составленных Якобом Андреэ и Мартином Хемницем. Был составлен документ «Torgisches Buch», разосланный различным земельным церквям для ознакомления с их мнением. К 1580 году работа была практически закончена, итоговый документ получил название Формулы Согласия. С выработкой Формулы Согласия и созданием корпуса Книги Согласия основные теологические споры внутри Евангелической Церкви были завершены.

### Реформация в Дании и Норвегии
Реформация в Дании связана с именем Ганса Таусена, который после учёбы в Виттенберге начал проповедовать лютеранские идеи на родине. Попытка церковных иерархов устроить суд над «датским Лютером» не увенчалась успехом, так как ему покровительствовал король Фредерик I. В 1530 году на церковном синоде в Копенгагене Таусен защитил «символ веры» датских протестантов — «43 копенгагенские статьи».
Официально же евангелическо-лютеранская Церковь была признана государственной при сыне Фредерика I — Кристиане III, который использовал проведение Реформации в политических целях. Однако Кристиан III и до вступления на престол был верным приверженцем лютеранства и с 1528 года ввёл лютеранское богослужение на своих землях в Шлезвиге.
Сделав Реформацию законом, Кристиан III сместил католических епископов и провёл секуляризацию всей церковной собственности, в результате чего королевская земельная собственность возросла втрое: королю стали принадлежать более половины земель в стране.
По просьбе короля Кристиана Меланхтон прислал в Данию опытного священника-реформатора Иоганнеса Бугенхагена, который возглавил проведение Реформации в стране. В итоге Реформация в Дании ориентировалась на немецкие образцы. По оценке датских историков, «Дания со введением Лютеранской Церкви стала в церковном отношении на длительное время немецкой провинцией».
В 1537 году по указу короля была создана комиссия из «учёных людей» для разработки уложения о новой церкви, в которую вошёл и Ганс Таусен. С составленным уложением был ознакомлен Лютер, и с его одобрения в сентябре того же года новый церковный закон был утверждён.
В 1550 году на датском языке была издана Библия. Особенностью Реформации в Дании было отношение к монастырям, которые не были закрыты, хотя и обложены налогами. Новых послушников принимать не разрешалось. В итоге монастыри существовали ещё 30 лет после начала церковных реформ. Большинство же приходских священников не стали жертвовать своими местами и влились в новую церковную структуру.
Церковная реформация в Норвегии была также проведена датским королём Кристианом III, который распространил на страну действие датской церковной ординации 1537 года, определявшей положение новой религии в церкви. Попытка норвежского архиепископа Олава Энгельбректссона воспрепятствовать введению новой религии оказалась безуспешной. Более того, борьба за сохранение старой церкви привела к окончательной потере Норвегией самостоятельности и превращению её в «датскую провинцию», о чём было официально объявлено в Копенгагене.

### Реформация в Швеции и Финляндии

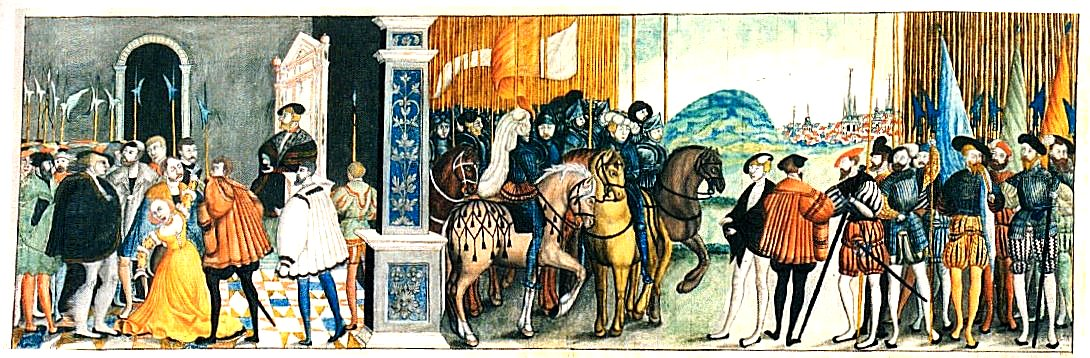
Триумф Густава Васа. Женщина в жёлтом платье — Католическая Церковь

В 1517 году братья Олаус (Олаф) и Лаврентий (Ларс) Петри, сыновья кузнеца из Эребру, приехавшие в Германию для получения образования, стали свидетелями выступлений Мартина Лютера против злоупотреблений в Римско-католической церкви. В 1518 году Олаус вернулся в Швецию и стал диаконом и учителем Стренгнесской церковной школы. Первоначально к выступлениям Петри отрицательно отнеслись не только церковные иерархи, но и обычные прихожане, которые кидали в проповедника камнями и палками. Негативно отнёсся к проповеди нового учения и новый король Густав Васа, который в 1523 году издал указ, запрещавший под угрозой лишения имущества и смертной казни изучать произведения Лютера. Однако сложная внутриполитическая ситуация заставила короля искать как новых союзников внутри страны, так и дополнительные источники финансирования своего правления. Вдобавок в 1524 году возник конфликт между королём и папой Клементом VII по поводу избрания нового архиепископа. В результате отношения с папством были прерваны и больше не возобновлялись.
Реформа Церкви в Швеции осуществлялась постепенно. С 1525 года началось проведение богослужений на шведском языке, в 1526 году был издан Новый Завет, а в 1541 году — вся Библия, и король обязал все церкви купить новые книги.
В 1527 году на Вестеросском риксдаге главой Церкви был провозглашён король, а имущество монастырей было конфисковано в пользу короны. Делами Церкви стали управлять светские лица, назначенные королём.
В 1531 году архиепископом Швеции стал брат Олауса Лаврентий. Под его руководством в 1536 году в Уппсальском замке состоялся Церковный собор, на котором лютеранские церковные книги были признаны обязательными для всей Швеции. Целибат был отменён. В 1571 году Лаврентий Петри разработал «Шведский церковный устав», в котором определялась организационная структура и характер самоуправляющейся Шведской Церкви. Пасторы и миряне получали возможность выбирать епископов, однако окончательное утверждение кандидатов стало прерогативой короля.
Вместе с тем ввиду отсутствия ожесточённого противостояния между римскими католиками и приверженцами Реформации, имевшего место в странах Центральной Европы, различия во внешнем характере богослужений реформированной и Римско-католической церкви были минимальны. Поэтому шведский обряд принято считать образцом высокоцерковной традиции в лютеранстве. Также формально считается, что Церковь Швеции имеет Апостольскую Преемственность: так, Лаврентий Петри был ординирован в епископы Петром Магнуссоном, епископом Вестеросским, посвящённым в свой сан в Риме.
Реформация была проведена и в Финляндии, в это время заявлявшейся частью королевства Швеции. Первым лютеранским епископом в Финляндии (в Або) стал Микаэль Агрикола, который составил первый букварь финского языка и перевёл на финский Новый Завет и части Ветхого Завета.

### Реформация в Прибалтике
Реформация в Прибалтике началась с земель Тевтонского ордена. В 1511 году его гроссмейстером был выбран Альбрехт Бранденбургский. Он проводил независимую от Польши политику, но в 1519 году поляки напали и опустошили всю Пруссию. Тогда Альбрехт решил воспользоваться распространением в Пруссии реформации, в 1525 году секуляризировал орден и получил его от польского короля в лен в качестве герцогства. Германский император низложил Альбрехта, папа отлучил его от церкви, но Альбрехт, ставший герцогом, не отказался от земель и короны.

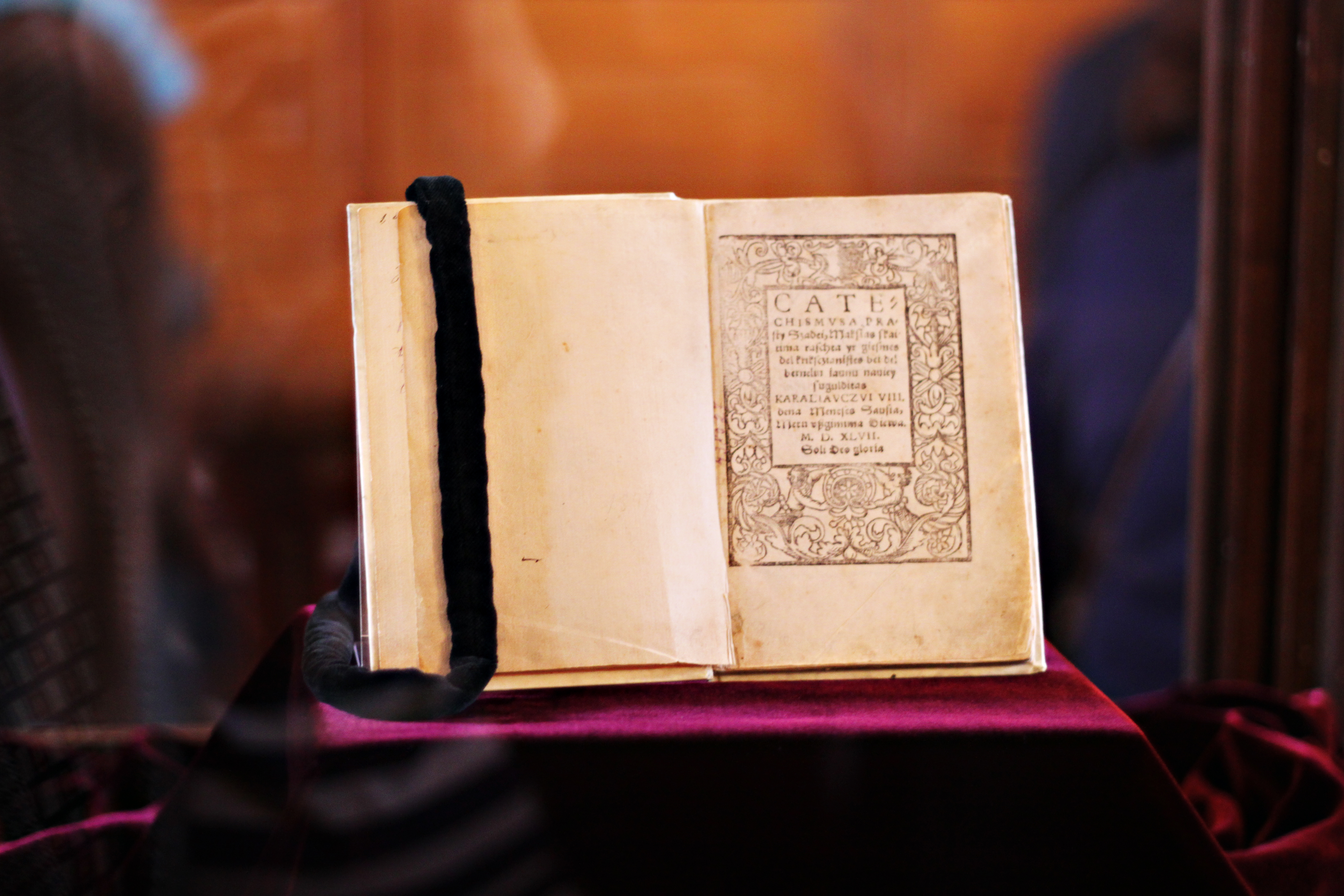
Катехизис Мажвидаса — первая книга на литовском языке

Реформационные процессы достаточно рано затронули земли Ливонской конфедерации. Уже в 1520-е годы здесь выступали ученики Лютера Иоганн Бугенхаген, Андреас Кнопкен и Сильвестр Тегетмейер. Реформатором Дерпта был Мельхиор Хоффман. Их проповеди нашли сторонников как среди дворян, так и среди бюргеров и городской бедноты. В результате в 1523—1524 гг. основные католические церкви в Таллине и Риге были разгромлены, а католическое духовенство изгнано. Николаусом Раммом части Библии были переведены на латышский язык. В 1539 году Рига вошла в состав протестантских городов. Ландтаг в Валмиере в 1554 году провозгласил свободу веры, что фактически означало победу лютеранства. Но торжество того или иного вероучения в различных землях бывшей Ливонской конфедерации во многом было обусловлено тем, кому они стали принадлежать после Ливонской войны.

#### Реформация в Польше и Великом княжестве Литовском
Активно распространялось новое учение и в Великом княжестве Литовском. В 1547 году на литовском языке Мартинасом Мажвидасом был издан евангелический катехизис. Как это часто бывало, он стал вообще первой книгой на литовском языке, так что автору помимо собственно перевода пришлось создавать литовский алфавит и основные правила чтения. В 1550 году Аугсбургское исповедание принял Каунас. На какое-то время вся Литва стала протестантской (преобладающими конфессиями стали лютеране и реформаты), однако помимо этого здесь началась активная проповедь социнианства, что, во многом облегчило задачи Контрреформации.

## Анабаптисты
После поражения в Крестьянской войне анабаптисты долго не проявляли себя открыто. Тем не менее, их учение достаточно успешно распространялось, причём не только среди крестьян и ремесленников. В начале 30-х годов в Западной Германии у них было много сторонников.

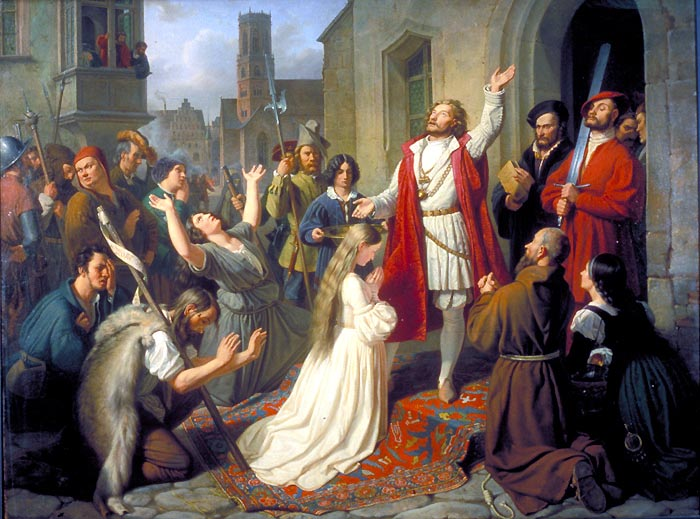
Иоанн Лейденский на крещении девушек

В результате в 1533 году власть в Мюнстере была захвачена анабаптистами во главе с Иоанном Лейденским. В городе была установлена теократическая диктатура, а Иоанн Лейденский объявлен царём. Имущество горожан было обобществлено, а фактически его хозяином стал царь, купавшийся в своём дворце в немыслимой роскоши. Так же было объявлено многожёнство, так что одних царских жён было 18. Положение же жителей Мюнстера, не составлявших окружение Иоанна, стало катастрофическим, в результате чего они посчитали для себя благом вернуть власть прежнего сюзерена города — католического архиепископа, войска которого ворвались в город в июле 1535 года. На этом кровавая история Мюнстерской коммуны была завершена. С тех пор и по настоящее время Мюнстер представляет собой один из оплотов католицизма в Германии.
После разгрома Мюнстерской коммуны оставшиеся анабаптистские общины подверглись жестоким гонениям как со стороны католических, так и протестантских властей. Большая их часть была разгромлена. Оставшиеся анабаптисты — меннониты на западе Европы, преимущественно в Нидерландах, и гуттериты на востоке (Моравия) — стали проповедовать крайнюю форму пацифизма, включающую отказ от службы в армии, владение оружием, непринятие присяги и т. д., что вновь вызвало у властей недовольство против их образа жизни. В результате в течение последующих нескольких сотен лет они эмигрировали в Америку или в Россию.
Косвенными наследниками анабаптистов можно считать также баптистов, появившихся в XVI веке в Англии. В настоящее время это одна из самых многочисленных христианских конфессий.

## Кальвинистская Реформация

### Реформация в Швейцарии
Ситуация, аналогичная германской, сложилась и в Швейцарии, где авторитет католической церкви упал из-за злоупотреблений, разврата и невежества клириков. Монопольное положение церкви в области идеологии здесь также было подорвано успехами светского образования и гуманизма. В Швейцарии к идеологическим предпосылкам добавились сугубо политические: местное бюргерство стремилось превратить конфедерацию независимых друг от друга кантонов в федерацию, секуляризировать церковные земли, запретить военное наёмничество, которое отвлекало рабочие руки от производства.
Однако подобные настроения преобладали лишь в так называемых городских кантонах страны, где уже зародились капиталистические отношения. В более консервативных лесных кантонах сохранялись добрососедские отношения с католическими монархиями Европы, армии которых они и снабжали наёмниками.
Тесная связь политического и идеологического протеста и породила движение Реформации в Швейцарии, наиболее яркими представителями которого выступили Ульрих Цвингли и Жан Кальвин.
Доктрина Цвингли имела черты сходства с лютеранством, но и немало отличалась от него. Как и Лютер, Цвингли опирался на Священное Писание и отвергал «Священное Предание», резко критиковал схоластическое богословие, отстаивал принципы «оправдания верой» и «всеобщего священства». Идеалом для него была раннехристианская церковь. Он не признавал того, что нельзя было, на его взгляд, обосновать свидетельством Священного Писания, и потому отвергал церковную иерархию, монашество, поклонение святым, безбрачие духовенства. В критике обрядов католической церкви он шёл дальше Лютера. Главное богословское различие между ними состояло в разной трактовке причастия, носившей у Цвингли более выраженный рационалистический характер. Он видел в евхаристии не таинство, а символ, обряд, совершаемый в воспоминание об искупительной жертве Христа. В то время, как Лютер шёл на союз с князьями, Цвингли был сторонником республиканизма, обличителем тирании монархов и князей.
Идеи Цвингли получили широкое распространение в Швейцарии при его жизни, но после гибели реформатора постепенно были вытеснены кальвинизмом и другими течениями протестантизма.
Стержневым положением учения Жана Кальвина являлось учение о «всеобщем предопределении», согласно которому Бог предначертал каждому человеку его участь: одним — вечное проклятие и скорбь, другим, избранным, — вечное спасение и блаженство. Человеку не дано изменить свою участь, он способен лишь веровать в своё избранничество, прикладывая всё своё трудолюбие и энергию, чтобы достичь успеха в мирской жизни. Кальвин утверждал духовный характер причастия, считал, что Божью благодать при его свершении получают лишь избранные.
Идеи Кальвина распространились в Швейцарии и за её пределами, послужив основой для Реформации в Англии и Нидерландской революции.

### Реформация в Шотландии
В Шотландии первоначальное проявление идей Лютера жестоко подавлялось: парламент попытался запретить распространение его книг. Однако эта попытка была в значительной степени неудачна. И лишь решающее влияние политического фактора (шотландские лорды путём поддержки английского протестантизма надеялись избавиться от французского влияния) узаконило Реформацию.

### Реформация в Нидерландах
Основные предпосылки Реформации в Нидерландах определялись, как и в других европейских странах, сочетанием социально-экономических, политических, культурных перемен с возраставшим в разных слоях общества недовольством католической церковью — её привилегиями, богатствами, поборами, невежеством и безнравственностью духовенства. Важную роль в распространении реформационных идей сыграла также оппозиция политике, проводившейся правительством, которое жестоко преследовало инакомыслящих, вплоть до приравнивания еретических взглядов к преступлению против государства.
Появление первых протестантов в Нидерландах по времени практически совпадает с проповедью Лютера, однако ни лютеранство, проповедовавшее верность сюзерену (которым для Нидерландов был испанский король), ни анабаптизм не получили в стране значительного количества сторонников. С 1540 года здесь начал распространяться кальвинизм, так что к 1560 году большинство населения были реформатами. Именно кальвинизм стал идеологической основой разгоревшейся Нидерландской революции, которую помимо религиозного недовольства вызвала экономическая и национальная политика короля Филиппа II.

### Реформация во Франции [1562—1598]
Как и во многих других странах Реформация во Франции возникла на почве, подготовленной гуманистическими идеями, проповедуемыми здесь Ж. Лефевр д’Этаплем и Г. Брисонне (епископом в Мо). В 20—30-х годах XVI века среди богатых горожан и плебейских масс распространение получили лютеранство и анабаптизм. Новый подъём реформационного движения, но уже в форме кальвинизма, относится к 40—50-м годам.

Кальвинизм явился во Франции идеологическим знаменем как социального протеста плебейства и нарождавшейся буржуазии против феодальной эксплуатации, так и оппозиции реакционно-сепаратистской феодальной аристократии крепнувшему королевскому абсолютизму; последний же для укрепления своей власти использовал во Франции не реформацию, а католицизм, утверждая в то же время независимость французской католической церкви от папского престола (королевское галликанство). Оппозиция различных слоёв абсолютизму вылилась в так называемые Религиозные войны, закончившиеся победой королевского абсолютизма и католицизма.— Реформация // Большая советская энциклопедия : [в 30 т.] / гл. ред.  А. М. Прохоров. — 3-е изд. — М. : Советская энциклопедия, 1969—1978.

### Реформация в Англии
Реформация в Англии проводилась в отличие от других стран «сверху», по воле монарха Генриха VIII, который таким образом пытался разорвать отношения с папой и Ватиканом, а также укрепить свою абсолютную власть. При Елизавете I была составлена окончательная редакция англиканского символа веры (так называемые «39 статей»). В «39 статьях» признавались и протестантские догматы об оправдании верой, о Священном писании как единственном источнике веры и католический догмат о единоспасающей силе церкви (с некоторыми оговорками). Церковь стала национальной и превратилась в важную опору абсолютизма, её возглавлял король, а духовенство подчинялось ему как часть государственного аппарата абсолютистской монархии. Богослужение совершалось на английском языке. Отвергалось учение католической церкви об индульгенциях, о почитании икон и мощей, было уменьшено число праздников. Вместе с этим признавались таинства крещения и причащения, была сохранена церковная иерархия, а также литургия и пышный культ, характерные для католической церкви. По-прежнему с населения взималась десятина, которая стала поступать в пользу короля и новых владельцев монастырских земель.

## Россия и Реформация
Как таковой Реформации в России не было. Тем не менее, ввиду тесных контактов с государствами Центральной Европы, равно как и военных столкновений, в Россию стали приезжать иностранные мастера, а также военнопленные, которым русскими царями было дозволено исповедовать свою веру.
Наиболее массовое переселение произошло во время Ливонской войны, во время которой вглубь Русского царства попадали не только ремесленники, но даже иерархи лютеранской церкви. Так в 1556 году в Москву в составе посольства ездил епископ города Або финский реформатор Микаэль Агрикола. В 1569 году в составе следующего посольства был епископ Турку Павел Юстен. Это посольство русским царём было сослано в Муром, где и пребывало в течение 2 лет.
В дальнейшем в Москве (и ряде торговых городов, например, в Архангельске) существовали «немецкие слободы», где жили протестанты и имелись протестантские церкви. Российские власти обычно не вмешивались в их внутреннюю жизнь, иногда сотрудничая с руководством общины в наказании ересей (например, казнь проповедника Квирина Кульмана в конце XVII века.)
Богословское осмысление Реформации в России начинается уже вскоре после выступления Лютера. Оно упоминается у Максима Грека, причём тот, отвергая положительную программу Лютера, согласен с ним по поводу оценки папства. К 1640-м годам относится сатирическое стихотворное «Изложение на люторы» московского книжника Ивана Наседки, опиравшегося на опыт полемических сочинений архимандрита Захарии Копыстенского. С протестантским влиянием ряд исследователей ассоциирует деятельность Петра I по преобразованию Русской православной церкви (отмена патриаршества с подчинением церкви светской власти, ограничения на монашество).
Впрочем, к лютеранам в России периодически относили весьма экзотических личностей. В старообрядческой книге «Винограде Российском» рассказывается о некоем Вавиле, прославившемся своими аскетическими подвигами и сожжённом в 1666 году: «Бяше.. рода иноземска, веры люторския, учения художественна, вся художественныя науки прошед.. в славней парижстей академии учився довольна лета, языки же многими.. добре и всеизрядне ведый глаголати».

## Контрреформация
Реформация вызвала ответную реакцию со стороны Католической Церкви, которая получила название Контрреформации. В итоге Контрреформации католическими остались Италия, Испания, юг Германии, часть кантонов Швейцарии, Ирландия. Многие реформаторы этих стран искали спасения за границей, как например итальянский философ Аконцио (1492—1566), нашедший приют у английской королевы. В конце XVI века католицизм победил на юге Нидерландов (современной Бельгии) и в Речи Посполитой. Франция оказалась государством, где государственной религией был католицизм, однако протестанты долгое время пользовались правом свободного вероисповедания.

Распространение Реформации и Контрреформации в Европе (не показана Габсбургская монархия)

Контрреформация имела как внешнюю, так и внутреннюю стороны. Если внешне это проявлялось в насильственном подавлении реформаторского движения путём преследования протестантов, распространения инквизиции и создания Индекса запрещённых книг, то внутренне это были процессы, которые можно назвать реформацией в самой католической Церкви.
В 1536 году папа Павел III создал комиссию, в которую пригласил членов общества «Часовня Божественной любви». Согласно отчётному докладу комиссии, во многих злоупотреблениях в Католической церкви были виновны папы и кардиналы, ставившие меркантильные интересы выше духовных. В 1545 году по инициативе Павла III был созван Тридентский собор, который должен был дать ответ на многие важные духовные вопросы современности. На соборе, который продолжался в течение понтификата нескольких пап, были приняты не только решения по догматическим вопросам, но и сформулированы декреты в связи с церковными злоупотреблениями.
Перед смертью Павел III покаялся в непотизме. Последующие папы хотя и не проявляя последовательности, но также боролись с этим явлением. Помимо этого папы вели борьбу за восстановление морального облика клира католической церкви. Так, Павел IV (участник комиссии Павла III) изгнал из Рима 113 епископов, незаконно оставивших свои епархии, а сотни монахов были отправлены в свои монастыри. Преследованию подвергались даже кардиналы, заподозренные в аморальности.
Помимо этого были учреждены монашеские ордена нового типа — театинцы, капуцины, урсулинки и иезуиты. Иезуиты занялись пропагандой католицизма как в протестантских странах, так и на территориях, где до этого не было христианских миссионеров. При вступлении в Орден иезуит давал присягу не только генералу, но и папе. Во многом благодаря деятельности иезуитов удалось вернуть в состав Католической церкви Речь Посполитую.

## Итоги Реформации
Итоги реформационного движения невозможно оценить однозначно. С одной стороны, католический мир, который объединял все народы Западной Европы под духовным руководством папы римского, прекратил существование. Единая католическая церковь была заменена множеством национальных церквей, которые часто находились в зависимости от светских правителей, тогда как раньше клирики могли апеллировать к папе в качестве арбитра. С другой стороны, национальные церкви способствовали росту национального сознания народов Европы. При этом существенно повысился культурный и образовательный уровень жителей Северной Европы, которая до этого была как бы окраиной Христианского Мира — необходимость изучения Библии приводила к росту как начальных учебных заведений (в основном в форме церковно-приходских школ), так и высших, что выразилось в создании университетов для подготовки кадров национальных церквей. Для некоторых языков специально была разработана письменность, чтобы иметь возможность издавать на них Библию.
Провозглашение духовного равенства стимулировало развитие представлений о равенстве политическом. Так, в странах, где большинство составляли реформаты, мирянам представлялись большие возможности в управлении церковью, а гражданам — в управлении государством.
Основным же достижением Реформации стало то, что она значительно поспособствовала смене старых феодальных экономических отношений на новые капиталистические. Стремление к экономии, к развитию промышленности, к отказу от дорогостоящих развлечений (равно как и дорогостоящих богослужений) способствовало накоплению капитала, который вкладывался в торговлю и производство. В итоге протестантские государства начали опережать в экономическом развитии католические и православные. Даже сама этика протестантов способствовала развитию экономики.